# Репортаж с петлёй на шее
— Неужели ты не понимаешь? Всё кончено. Вы проиграли. Вы все.
— Проиграл только я.
— Ты ещё веришь в победу коммуны?
— Конечно.
— Он ещё верит? — спрашивает по-немецки начальник отдела. А долговязый гестаповец переводит:
— Он ещё верит в победу России?
— Конечно, иного исхода не может быть.
«Репортаж с петлёй на шее» — книга, написанная в нацистской тюрьме чехословацким журналистом, антифашистом и коммунистом Юлиусом Фучиком.
Казнённый 8 сентября 1943 года Юлиус Фучик за эту книгу посмертно — в 1950 году — был удостоен Международной премии Мира.
Этот «репортаж» стал последним для журналиста Юлиуса Фучика, и день его казни с 1958 года отмечается как Международный день солидарности журналистов.
Это самое известное произведение чешской литературы — к 1992 году книга была издана более 300 раз, будучи переведена более чем на 90 языков мира — большее число языков, чем знаменитые «Похождения бравого солдата Швейка» Ярослава Гашека, переведённые к 2015 году на 58 языков.
Поставлена Г. А. Товстоноговым в 1951 году как спектакль «Дорогой бессмертия», отмеченный Сталинской премией. Дважды экранизирована.
Заключительная строка «Репортажа» — «Люди, я любил вас. Будьте бдительны!» — стала крылатой фразой.

## Содержание
Рассказывая о себе, о своём аресте и заключении, писатель одновременно ведет повествование о тех людях, которые находились рядом с ним, знакомит читателей с антифашистской борьбой в оккупированной нацистской Германией Чехословакии.

## История

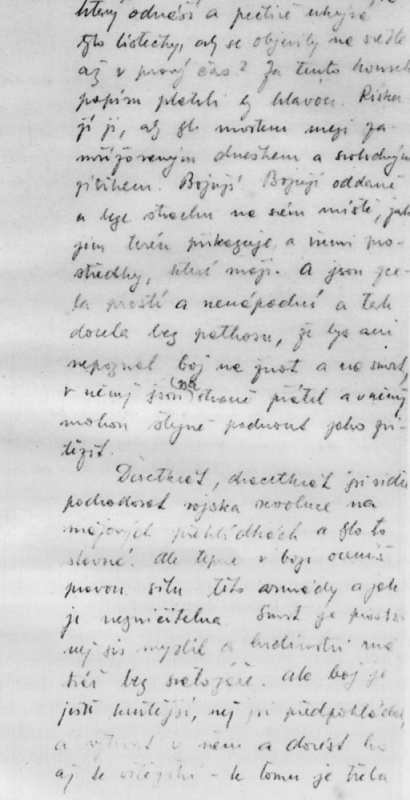
Один из листов рукописи книги

Начало рукописи датируется 24 апреля 1942 года. Последняя страница — 9 июня 1943 года, за день до отправки Фучика в Берлинскую тюрьму.
Фучик был арестован гестапо в 1942 году как член подпольного ЦК Чехословацкой компартии и заключён в пражскую тюрьму Панкрац.
Надзиратель Панкрацской тюрьмы, чех по национальности, борец чехословацкого антифашистского сопротивления Адольф Колинский, который «добровольно» завербовался в СС, чтобы помогать своим соотечественникам, знавший Фучика по публикациям в газете «Руде право», предложил ему написать «что-то для будущего». Фучик ему доверился не сразу, считая, что он провокатор, но в итоге согласился.

Я приходил на дежурство и, улучив минутку, заносил ему в камеру бумагу и карандаш. Он всё это прятал в свой тюфяк. После обхода каждого крыла — а их было три, переход занимает минут двадцать — я останавливался у камеры 267, в которой сидел Фучик, стучал в дверь и тихо говорил: «Можете продолжать!» И он знал, что может писать дальше. Пока Фучик писал, я прохаживался возле камеры. Если меня из коридора вызывали, я стучал в его дверь два раза. Ему приходилось часто прерывать работу. Писать он мог только в дни моих дежурств. Случалось, напишет странички две, и всё. Иногда — это бывало по воскресеньям, когда в тюрьме поспокойней, если вообще про эту тюрьму так можно сказать, — он писал и по семь страниц. А бывали дни, когда Фучик вовсе не мог писать, грустил. Значит, он узнал о гибели кого-нибудь из друзей…— Адольф Колинский
Всего Фучик написал 167 листов на папиросной бумаге, тайком вынесенных из тюрьмы.
Колинскому помогли установить контакт с Иржиной Завадской, которая приезжала в панкрацкую тюрьму навещать своего дядю Ярослава Маршала, подполковника чехословацкой армии, и Колинский трижды в месяц передавал Иржине листы рукописи, а она хранила их в закопанной банке из-под варенья.
В итоге сложными путями рукопись оказалась в руках жены писателя Густы Фучиковой и была опубликована в 1945 году.
После публикации рукопись была передана на хранение в пражский Музей рабочего движения, в 2014 году передана в пражский Национальный музей.
Однако изначально опубликован был не весь текст — четыре листа, в которых содержалось описание Фучиком попытки играть с гестапо «в кошки-мышки», не были опубликованы, и только в 1995 году, когда геройское поведение Фучика в застенках было доказано, в Чехии впервые вышло полное издание книги.
После «бархатной революции» 1989 года и распада Чехословакии, когда чехи избавлялись от «коммунистических идолов», высказывались сомнения в достоверности тайных записок. Проведённая криминалистами министерства внутренних дел в 1990 году экспертиза доказала подлинность рукописи, и помимо авторства Фучика, подтвердила её аутентичность — рукопись не содержит следов каких-либо механических или химических изменений текста. В 2008 году было опубликовало первое полное издание факсимиле рукописи.

## Издания
К 1992 году книга была издана более 300 раз на 90 языках, только на чешском языке издавалась 36 раз, на словацком — 13.
На русском языке фрагмент книги впервые был опубликован в 1946 году в журнале «Новый мир» в переводе И. Бархаша с предисловием Густы Фучиковой. Через год книга под названием «Слово перед казнью» вышла отдельным изданием в издательстве «Правда» в серии «Библиотека „Огонёк“». В дальнейшем многократно переиздавалась, но Борисом Полевым отдельно выделялось издание 1977 года издательства «Детская литература» в переводе с чешского Тамары Аксель с иллюстрациями Николая Жукова.

## Критика и оценки
Пабло Неруда назвал книгу «памятником в честь жизни, созданным на пороге смерти». Отмечено, что в последних главах — по мере приближения дня суда и возрастания опасности не закончить работу — автор становится лаконичным, оставляет больше свидетельств о людях, чем о событиях Композиционно через весь «Репортаж» Фучик ведёт спор с Мирославом Клецаном, партийная кличка «Мирек» — одним из соратников Фучика по коммунистическому подполью, который на первых же допросах в гестапо многих предал.
Жанр произведения иногда определяется как «роман», также отмечается профессионализм Фучика-журналиста, сохранённый им в пограничной ситуации — между жизнью и смертью:

Но вот что удивительно: даже в столь безвыходном положении он сохранял не только стойкость духа под пытками, но и невероятный зоркий и цепкий взгляд профессионала. Он мог бы пафосно обличать фашизм и собственных палачей, но предпочёл иронию, которая в контексте его ситуации обрела убийственный характер.

Она принадлежит человечеству — эта небольшая и так много вместившая в себя книга, одинаково дорогая, нужная и юношам, обдумывающим свое будущее, и старцам, подводящим итог жизни. Книга эта необыкновенно популярна во всем социалистическом мире. И как-то даже трудно представить себе советского человека, который не знал бы о ней.— Борис Полевой, из предисловия к книге издания 1977 года.

Отдельные главы его книги являются художественными рассказами о соратниках. Необыкновенным лиризмом, огромной нежностью проникнуты высказывания писателя о жене Густе, боевом друге его суровой жизни. … Отличительными чертами «Репортажа с петлёй на шее» является необыкновенная искренность его, лиризм, пронизывающий все произведение. Очень просто, без всякой позы или рисовки ведёт Фучик свой рассказ. В нем звучит неистребимая любовь к жизни, к людям. — История зарубежной литературы XX века, 1984 год

## Постановки и экранизации
В 1952 году по книге Георгий Товстоногов и Александр Рахленко в Ленинградском театре имени Ленинского комсомола поставили спектакль «Дорогой бессмертия», отмеченный Сталинской премией.

Своеобразие и обаяние личности Фучика с наибольшей силой сказались в его книге… Нам мало было инсценировать самый материал книги. Нужно было остаться верным её принципам, тому непосредственному видению и ощущению жизни, которые в ней заключены— Георгий Товстоногов.
В 1957 году на основе постановки был снят фильм-спектакль «Дорогой бессмертия», в роли Фучика — Иннокентий Смоктуновский, в роли Адольфа Колинского — Григорий Гай.
В 1961 году вышел чехословацкий фильм «Репортаж с петлёй на шее» режиссёра Ярослава Балика.
В 2018 году состоялась премьера моноспектакля Илоны Маркаровой «Репортаж с петлёй на шее» в постановке Джулиано Ди Капуа (Санкт-Петербургский театр Театро Ди Капуа)

## Исторические факты
- В рукописи одна фраза написана на русском языке — когда Фучик пишет про свою жену Густу: «Вот она, мой дружок боевой!»
- Заключительная фраза «Люди, я любил вас! Будьте бдительны!» стала крылатой (хотя призыв к бдительности неоригинален)[10]. «Будьте бдительны!» взял Эрих Мария Ремарк для названия своего эссе[источник не указан 2308 дней] 1956 года.[К 1]

## Комментарии
1. ↑  Оно было написано в 1956 году как статья-рецензия к фильму «Последний акт» Георга Пабста, сценаристом которого был Ремарк. Это первый немецкий фильм после войны, где был изображён Гитлер. Фильм в Германии был резко раскритикован и снят с проката. В эссе Ремарк размышляя почему так произошло, озвучил факты так называемой «ползучей реабилитации» нацизма, которая началась в Германии после войны, в том числе то, что вдова того судьи, который в 1944 году вынес его сестре смертный приговор, получает отличную пенсию как потерявшая кормильца.